# Wincenty Rzymowski
Wincenty Rzymowski, ps. „Jan Gromnicki”, „Andrzej Boruta”, „Balbo” (ur. 19 lipca 1883 w Kuczborku-Osadzie, zm. 30 kwietnia 1950 w Warszawie) – polski literat, dziennikarz i polityk, minister kultury i sztuki (1944–1945), minister spraw zagranicznych (1945–1947) oraz minister (1947–1950), poseł do Krajowej Rady Narodowej i na Sejm Ustawodawczy. Przywódca Stronnictwa Demokratycznego (1944–1949), następnie do śmierci honorowy prezes SD.

## Życiorys
Urodził się w rodzinie Stanisława i Józefy z Cichowiczów – właścicieli niewielkiego majątku. Wykształcenie zdobywał studiując w Warszawie, Lozannie, Genewie i Odessie, gdzie ukończył studia na Wydziale Prawnym Uniwersytetu Noworosyjskiego. Pracował jako dziennikarz w „Myśli Niepodległej” i „Przeglądzie Społecznym”. W 1910 został redaktorem pisma „Prawda” Aleksandra Świętochowskiego. Przed wybuchem wojny wydał m.in. Szaniec wolnej myśli (1909). Angażował się w ruch postępowy, był m.in. uczestnikiem I Zjazdu Wolnomyślicielskiego, a także członkiem władz Polskiego Związku Postępowego. W czasie wojny za działalność publicystyczną został aresztowany przez Niemców, przebywał w obozie w Zelle-Schloss. Wydał publikacje: Podboje Rosji oraz Niemcy a koalicja (1916). Przetłumaczył Księcia Niccolò Machiavellego (1917). Wykładał psychologię i logikę w Gimnazjum Mariana Rychłowskiego w Warszawie.
W okresie II Rzeczypospolitej publicysta m.in. „Świata” i „Expresu Porannego”. Był redaktorem naczelnym „Kuriera Porannego” (1933–1937). W latach 1923–1926 przebywał w Rzymie – początkowo (1923) jako referent prasowy poselstwa RP w Rzymie, następnie jako włoski korespondent „Robotnika”. Za swe korespondencje w drugiej połowie 1926 został aresztowany i był więziony w Rzymie, został zwolniony w wyniku interwencji władz polskich i nacisku opinii międzynarodowej. Jego publicystyka w okresie II RP miała charakter antyfaszystowski i antyhitlerowski, choć jednocześnie krytyczny wobec ZSRR. Był jednocześnie przeciwnikiem „kołtunerii” i „bigoterii”. W 1933 przystąpił do Ligi Reformy Obyczajów. Początkowo popierał rządy Józefa Piłsudskiego, z latami stawał się jednak coraz bardziej krytycznie nastawiony do ekipy sanacyjnej, zwłaszcza po śmierci Piłsudskiego.
Z nominacji rządu RP zasiadał w Polskiej Akademii Literatury, którą opuścił, składając rezygnację 27 lutego 1937 w atmosferze skandalu, posądzony o plagiat. Był współorganizatorem lewicowego Zjazdu Pracowników Kultury we Lwowie w 1936. W 1937 zaangażował się w działalność Klubu Demokratycznego w Warszawie – zasiadł w jego władzach, następnie zaś Stronnictwa Demokratycznego. Był członkiem Rady Naczelnej SD. Publikował w pismach „Czarno na Białem” (związanym z SD) i „Dziennik Ludowy” (związanym z Polską Partią Socjalistyczną).
Wydał również kilka publikacji o charakterze społecznym, politycznym i historycznym, m.in. Jak Józef Piłsudski walczył o Polskę? Życie i czyny (1919), Polskie arcypolskie (1919), Wojna bolszewicka. Rok 1920, Sygnały historji (1929), Roman Dmowski: czciciel djabła (1932), W walce i burzy. Tadeusz Hołówko na tle epoki (1933).
Po ataku III Rzeszy na Polskę we wrześniu 1939 ewakuował się z Warszawy. Po agresji ZSRR znalazł się na terenie okupacji sowieckiej. Przebywał w Białymstoku i Lwowie, ostatecznie zamieszkał wraz z żoną w Krzemieńcu. Sporadycznie publikował w polskojęzycznej prasie sowieckiej. Po wybuchu wojny niemiecko-sowieckiej i zajęciu Krzemieńca przez Niemców został w 1942 aresztowany wraz z żoną i przez 8 miesięcy więziony.
Po ponownym zajęciu Krzemieńca przez Armię Czerwoną podjął współpracę z ZSRR. 30 maja 1944 uczestniczył w okolicy Kiwerc w uroczystości wręczenia sztandaru żołnierzom 3 Dywizji Piechoty im. Romualda Traugutta z 1 Armii Polskiej w ZSRR. Na zaproszenie Wandy Wasilewskiej wyjechał do Moskwy. Kilka jego artykułów ogłosiła wówczas „Wolna Polska” i „Nowe Widnokręgi” – pisma Związku Patriotów Polskich. 15 lipca 1944 przemawiał na uroczystej akademii w rocznicę bitwy pod Grunwaldem. Uczestniczył w redagowaniu Manifestu Polskiego Komitetu Wyzwolenia Narodowego. 21 lipca 1944 został kierownikiem Resortu Kultury i Sztuki PKWN (w sierpniu i wrześniu 1944 pozostawał jednocześnie przedstawicielem PKWN przy rządzie ZSRR). Dokooptowano go również do Krajowej Rady Narodowej.
Po przekształceniu PKWN w Rząd Tymczasowy Rzeczypospolitej Polskiej 31 grudnia 1944 był w nim ministrem kultury i sztuki, a od 2 maja 1945 – ministrem spraw zagranicznych. Tę samą funkcję objął w Tymczasowym Rządzie Jedności Narodowej, w którego imieniu m.in. podpisał Kartę Narodów Zjednoczonych (16 października 1945 w Dumbarton Oaks, w Waszyngtonie). Po sfałszowanych wyborach do Sejmu Ustawodawczego w nowo powołanym rządzie Józefa Cyrankiewicza otrzymał stanowisko ministra bez teki, które zajmował do końca życia.
Działacz Stronnictwa Demokratycznego, pełnił m.in. funkcję przewodniczącego Zarządu Głównego (1944–1945) i przewodniczącego Centralnego Komitetu (1945–1949). Od października 1949 honorowy przewodniczący SD. Od lipca 1944 sprawował mandat poselski, kolejno w Krajowej Radzie Narodowej i Sejmie Ustawodawczym (wybrany do sejmu 19 stycznia 1947 r. z okręgu wrocławskiego). W latach 1947–1948 kierował Klubem Poselskim SD. Jako przedwojenny działacz SD posłużył komunistom do uwiarygodnienia nowego ustroju, pozostając – pomimo pełnionych funkcji – osobą pozbawioną wpływów politycznych, również w szeregach własnego ugrupowania, w którym władze komunistyczne osadziły własnych ludzi (m.in. Leona Chajna, Jana Rabanowskiego i Jana Karola Wende).
Był wolnomularzem.
Po wojnie nadal publikował artykuły i broszury, m.in. Epoka Hitlera i Nowy Grunwald.

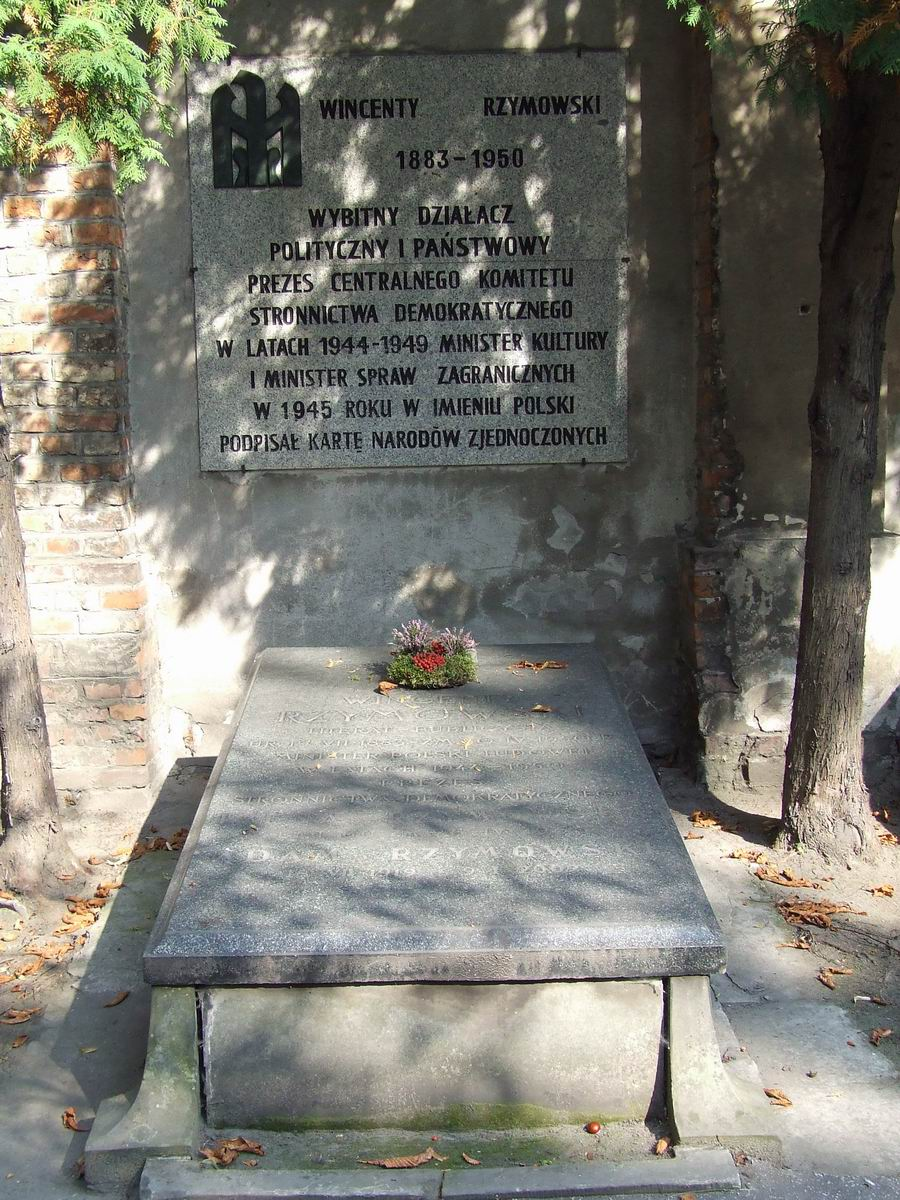
Grób Wincentego Rzymowskiego na cmentarzu Powązkowskim w Warszawie

Zmarł w 1950 – zasłabł podczas akademii z okazji Święta Pracy. Pochowany na cmentarzu Powązkowskim (aleja zasłużonych-1-58,59).

## Życie prywatne
Żonaty z Ireną Kopczyńską (Rzymowską), miał syna Adama. Był spokrewniony z Marią Dąbrowską. Jego starszym bratem był Jan Rzymowski (1873–1939), prezes Sądu Najwyższego (1933–1939).

## Ordery i odznaczenia
- Order Sztandaru Pracy I klasy (22 grudnia 1949[18]
- Krzyż Komandorski z Gwiazdą Orderu Odrodzenia Polski
- Krzyż Komandorski Orderu Odrodzenia Polski (11 listopada 1934)[19]
- Krzyż Oficerski Orderu Odrodzenia Polski (8 listopada 1930)[20]
- Złoty Krzyż Zasługi (19 lipca 1946)[21]
- Medal za Warszawę 1939–1945 (17 stycznia 1946)[22]
- Medal Zwycięstwa i Wolności 1945
- Order Zasługi dla Ludu ze Złotą Gwiazdą (Jugosławia, 1946)[23]
- Wielka Wstęga z Gwiazdą I klasy Orderu Stara Płanina (Bułgaria)
- Wielka Wstęga Orderu Narodowego Zasługi (Bułgaria, 1946)[24]
- Wielka Wstęga Orderu Gwiazdy Rumuńskiej Republiki Ludowej (1948)[25]

## Ocena i upamiętnienie
W okresie PRL należał do panteonu twórców „odrodzonej państwowości”, był nazywany „współtwórcą osiągnięć Polski Ludowej”, a w odniesieniu do działalności przedwojennej „zwolennikiem wolności, demokracji i postępu (...), wrogiem wstecznictwa i nietolerancji”. W okresie PRL Stronnictwo Demokratyczne organizowało konkurs literacki im. Wincentego Rzymowskiego przeznaczony dla literatów i dziennikarzy.
Obecnie postać Rzymowskiego uległa zapomnieniu lub jest on oceniany krytycznie jako „poputczik” komunistów.
W okresie PRL był patronem ulic w Bełchatowie, Słupsku, Tarnowie, Gdyni i Białymstoku. Ich nazwy zostały zmienione w 2017 po wejściu w życie przyjętej przez Sejm RP ustawy dekomunizacyjnej. W Bełchatowie b. ulica Rzymowskiego nosi nazwę ks. Teodora Kwarto, w Słupsku – Bitwy Warszawskiej, w Tarnowie – Kazimierza Wierzyńskiego, w Białymstoku – Świętego Jerzego. 
Od 1961 imię Wincentego Rzymowskiego nosi ulica w dzielnicy Mokotów w Warszawie. W latach 70. na budynku Zespołu Szkół (nr 38) została wmurowana tablica upamiętniająca patrona ulicy. Decyzja wojewody mazowieckiego Zdzisława Sipiery o zmianie nazwy tej ulicy w 2017 na Przemysława Gintrowskiego została w 2018 uchylona przez Wojewódzki Sąd Administracyjny. W tym samym roku Naczelny Sąd Administracyjny oddalił skargę kasacyjną wojewody w tej sprawie.
Od 1989 do maja 2014 imię Rzymowskiego nosił Zespół Szkół Zawodowych nr 3 w Skierniewicach, obecnie nosi imię Wisławy Szymborskiej.